# WorldWideWeb
WorldWideWeb (WWW), cunoscut în mod obișnuit sub numele de Web, este un sistem de informații care permite accesarea documentelor și a altor resurse web prin Internet. Documentele și mediile descărcabile sunt puse la dispoziție rețelei prin servere web și pot fi accesate de programe precum browserele web. Serverele și resursele de pe World Wide Web sunt identificate și localizate prin șiruri de caractere numite URL-uri (Uniform Resource Locators). Tipul de document original și încă foarte comun este o pagină web formatată în Hypertext Markup Language (HTML). Acest limbaj de marcare acceptă text simplu, imagini, conținut video și audio încorporat și scripturi (programe scurte) care implementează interacțiunea complexă a utilizatorului. Limbajul HTML acceptă, de asemenea, hyperlink-uri (URL-uri încorporate) care oferă acces imediat la alte resurse web. Navigarea pe web este practica obișnuită de a urmări astfel de hyperlinkuri pe mai multe site-uri web. Aplicațiile web sunt pagini web care funcționează ca aplicații software. Informațiile de pe Web sunt transferate pe Internet folosind protocolul de transfer hipertext (HTTP).
Mai multe resurse web cu o temă comună și, de obicei, un nume de domeniu comun alcătuiesc un site web. Un singur server web poate oferi mai multe site-uri web, în timp ce unele site-uri web, în special cele mai populare, pot fi furnizate de mai multe servere. Conținutul site-ului web este furnizat de o multitudine de companii, organizații, agenții guvernamentale și utilizatori individuali și cuprinde o cantitate enormă de informații educaționale, de divertisment, comerciale și guvernamentale.
World Wide Web a devenit platforma software dominantă la nivel mondial. Este instrumentul principal pe care miliarde de oameni din întreaga lume îl folosesc pentru a interacționa cu Internetul.
Web-ul a fost conceput inițial ca un sistem de gestionare a documentelor. A fost inventat de Tim Berners-Lee la CERN în 1989 și deschis publicului în 1991.